# Otiorhynchus lepidopterus

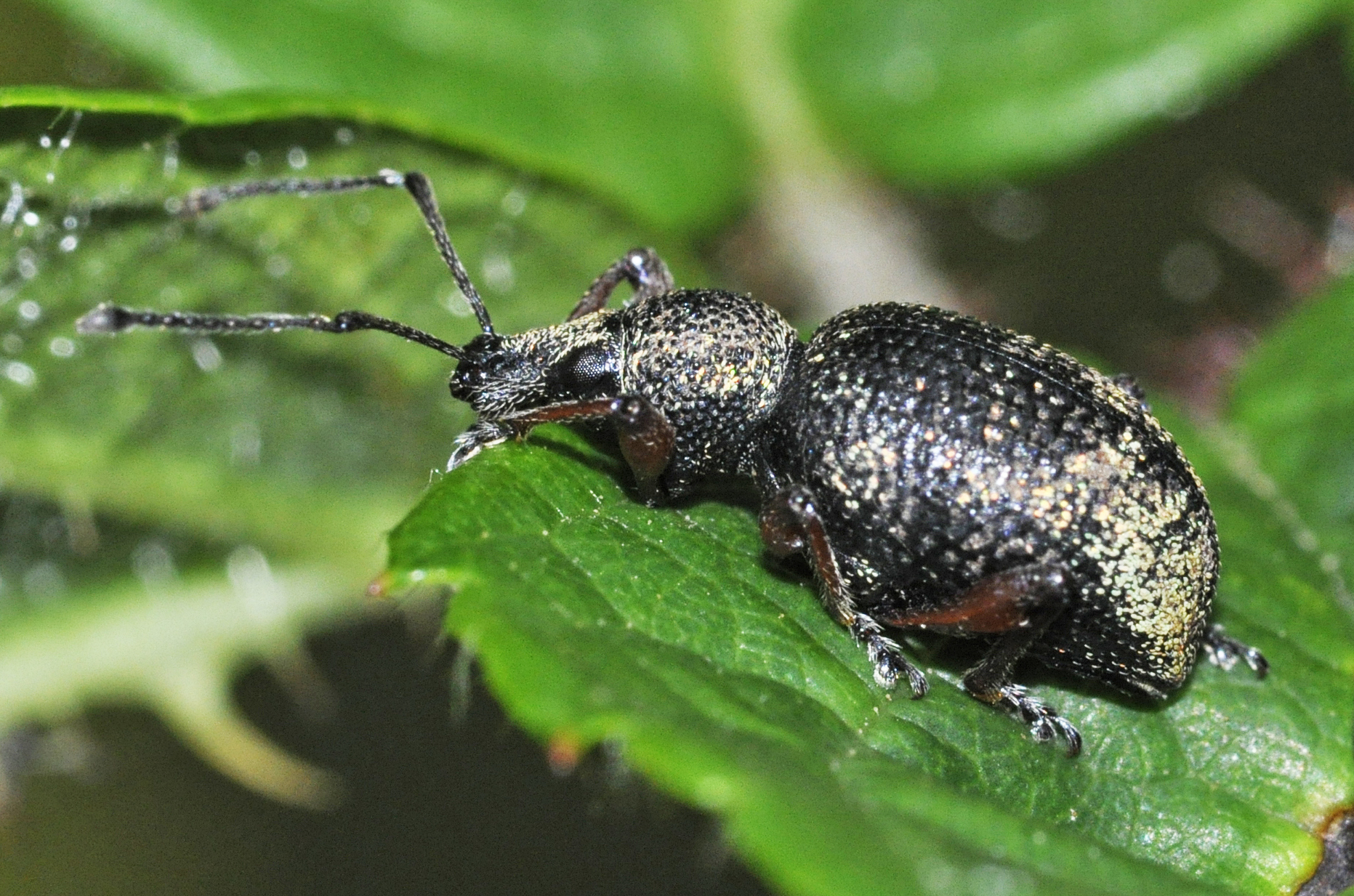
Seitenansicht

Otiorhynchus lepidopterus ist ein Käfer aus der Familie der Rüsselkäfer (Curculionidae).

## Merkmale
Die 6–8 mm langen schwarzen Rüsselkäfer weisen auf ihren Flügeldecken großflächige helle Flecke auf. Der Halsschild ist kugelförmig, die Flügeldecken sind länglich-oval. Die Augen sind seitenständig und deutlich hervorragend. Die Tarsen und apikalen Enden der Femora sind schwarz, ansonsten sind die Beine rot gefärbt. Die vorderen Femora weisen einen großen dreiecksförmigen Zahn auf.

## Verbreitung
Das Vorkommen von Otiorhynchus lepidopterus erstreckt sich über zwei weitgehend getrennte Gebiete. Die Art kommt zum einen in Fennoskandinavien und Ostpreußen vor. Ferner erstreckt sich das Vorkommen der Rüsselkäfer-Art über Südost-Europa und die Alpen. Es reicht im Westen bis in die Schweiz. In Deutschland ist die Art hauptsächlich im Alpenvorland und im Harz vertreten.

## Lebensweise
Die Käferart kommt in Wäldern der montanen und subalpinen Zone vor.
Die Käfer beobachtet man von Mai bis Ende Juli. Man findet sie häufig an Fichten. Die Käfer pflanzen sich parthenogenetisch fort, das heißt, es kommen vermutlich ausschließlich Weibchen vor.

## Taxonomie
In der Literatur finden sich folgende Synonyme:
- Curculio lepidopterus Fabricius, 1794
- Curculio salicis Ström, 1783
- Curculio squamiger Fabricius, 1801
- Otiorhynchus (Majetnecus) pauperculus Stierlin, 1858
- Otiorhynchus (Majetnecus) comptus auct.

In älteren Werken wird meist der Name O. salicis verwendet.
Unklarheit besteht betreffend der Synonymie des Artenpaares O. lepidopterus / O. squamosus Miller, 1859. Bei squamosus handelt es sich um die geschlechtliche Form von lepidopterus. Die beiden Formen unterscheiden sich nach Lohse vor allem in der Form des Zahnes an den Vorderschenkeln. Bei den Weibchen von lepidopterus ist dieser groß und dreieckig, bei den Weibchen von squamosus kleiner und stachelspitzig ausgezogen, während er bei den Männchen von squamosus auffallend groß, hakenförmig nach vorne gekrümmt und auf der Unterseite ausgehöhlt ist. Das Bild oben zeigt ein solches Männchen. Hinzu kommen subtile Unterschiede in der Behaarung der Flügeldecken am Absturz.
Darüber, ob man squamosus als Synonym von lepidopterus auffasst, wie beispielsweise in , oder ob man sie nach wie vor als getrennte Arten auffasst wie beispielsweise in , besteht nach wie vor keine Einigkeit.